# Injunktion
Die Injunktion (lateinisch iniunctio: Einschärfung, Vorschrift, gerichtliche Auflage) bezeichnet in allgemeiner Bedeutung einen Befehl oder einen Auftrag „wodurch einem etwas injungiert, d. h. eingeschärft, zur Pflicht gemacht wird.“

## Injunktion in der Naturwissenschaft
Injunktion bezeichnet einen naturwissenschaftlichen Gegenstandsbereich, der keine Ansatzpunkte für scharfe Grenzziehungen bietet und infolgedessen nicht die Kriterien einer Definition und die Funktion eines hypothesenfreien wissenschaftlichen Verständigungsmittels erfüllt. Beispiele für diese von Bernhard Hassenstein 1951 eingeführte Bezeichnung aus der allgemeinen Biologie und vergleichenden Verhaltensforschung sind u. a.: Pflanze, Tier, Spezies, angeborenes Verhalten. Die Bestimmung einer Injunktion als abbildender Begriff erfolgt, indem man ihn durch die genaue Beschreibung seiner Grenzen oder Übergänge zu den Nachbarbegriffen präzisiert.

## Andere Bedeutung
Innerhalb der Termini der Logik besagt Injunktion die Verbindung von Aussagen durch „weder – noch“ bzw. durch die zusammenfassenden Partikel „kein“.